# 임신중 태아 친자 검사
임신중 태아 친자 검사는 임신 7주 이후 어머니의 혈액에 포함되어 있는 태아의 DNA와 남성의 DNA를 비교 분석하여 태아의 생물학적 아버지가 누구인지 알 수 있는 DNA 검사이다.
태아 유전질환을 검사하는 NIPT (Non-Invasive Prenatal Test) 기법과 동일하게 차세대 염기서열 분석(NGS) 기술을 활용한 비침습적 산전 친자 검사 (Non-Invasive Prenatal Paternity Test : NIPPT)이다.
2012년 미국에서 상용화된 서비스가 시작된 이후로 한국과 중동의 일부 이슬람 국가를 제외한 전세계에서 매년 수만건 이상 시행되고 있는 태아와 산모에게 안전한 유전자 검사이다.
아프리카, 동남아시아 등의 개도국에서도 합법적으로 검사가 가능하지만, 국내에서는 생명윤리 및 안전에 관한 법률 제50조2항에의해 서비스를 제공하는 검사기관이 없다. 법원의 명령으로 시행되는 침습적인 산전 태아 친자 검사를 제외하면 개인이 해외의 검사 기관에 직접 의뢰하는 형태로 진행된다.

## 역사
임신 중 태아 DNA를 사용하는 기술은 초기에는 주사기를 사용하여 융모막 또는 양수를 채취하는 침습적 방법으로 시작되었지만, 이후 산모의 혈액에 포함되어 있는 미량의 태아 DNA를 분리 해석할 수 있는 차세대 DNA 염기 서열 분석 기술의 발달로 출생 후에 시행되는 일반적인 친자확인 유전자 검사와 동등한 정확도의 검사가 개발되었다.
2000년대 중반: 기술 도입
차세대 염기서열 분석(NGS) 기술의 발전으로 모체 혈액에서 태아의 DNA를 추출해 염색체 이상(다운 증후군, 에드워드 증후군 등)을 진단하는 비침습적 산전 검사(NIPT)가 개발되었다.
2010년대: 상용화 및 확대
다운 증후군 등의 (Down/Edwards/Patau syndrome) 태아의 유전질환을 확인하기 NIPT가 개발된 후, Sequenom사가 런칭한 'MaterniT21, Natera사의 'Panorama' 등의 이름으로 상용화되었다.
미량 DNA 분석을 통한 친자 검사 기술의 발전으로 임산부 혈액에서 태아 DNA를 추출하고, 추정 아버지의 DNA와 비교하는 방식으로, 태아와 산모에게 위험할 수 있는 양수 또는 융모막 등을 채취하지 않고도, 친권계수 99.9%의 높은 정확도의 결과를 확인할 수 있게 되었다.
2012년 미국의 법의학 유전자 검사기관인 DDC에서 최초로 친자 검사(NIPPT)를 상업화 서비스를 개시하였다.
미량 DNA 해석 기술의 발달로 인해 염색체 레벨의 수적인 이상과 함께, 단일 유전자에 의한 100여종류에 달하는 각종 유전 질환을 검사하는 차세대 NIPT가 상용화되면서 동일한 기술을 적용하는 NIPPT의 정확도도 비약적으로 향상되었다.
2016년도에 미량 DNA 분석 기술을 적용하여 기존의 검사 방법의 정확도를 친권계수 99.99%로 개선한「임신중 태아 친자 검사」가 일본에서 상용화 되었다.

## 검사의 종류
1) 산모의 혈액을 사용하는 비침습적 태아 친자확인 유전자 검사
태반을 통해 산모의 혈액으로 유입되는 미량의 태아 DNA와 남성의 구내상피 등에서 분리한 DNA를 차세대 DNA 염기서열 분석 기기로 분석하는 비침습적인 검사이다
- 방법: 임산부의 혈액에서 태아의 DNA(cell free fetal DNA)를 분리하여 아버지로 추정되는 남성의 DNA 프로필을 비교 해석 후, 친권계수를 계산한다.
- 장점: 임산부와 태아 모두에게 안전하며, 임신 초기(보통 임신 7주 이후)부터 가능.
- 단점: 고도의 기술이 필요하며, 검사 비용이 비싸다. 국제 기준이 명확히 정해지지 않았기 때문에 검사 정확도는 검사기관에 따라 다를 수 있다.

2) 융모막 또는 양수를 사용한 침습적인 검사
산모의 배에서 양수 또는 융모막을 직접 채취하여 태아 DNA를 검사하는 침습적인 검사이다.
- 방법1: 융모막(태아의 태반 조직) 일부를 채취하여 검사. 보통 임신 10~13주 사이에 시행.
- 방법2: 태아의 양수를 채취하여 검사. 보통 임신 15~20주 사이에 시행.
- 장점: 기술적인 난이도가 낮고, 검사기관에 따른 정확도의 차이가 크지 않음 .
- 단점: 태아에게 영구적인 장애 또는 유산을 유발할 수 있고, 산모에게 염증 반응을 일으키는 등의 리스크로 인해 선진국에서는 일부 예외적인 경우를 제외하고 검사를 금지하고 있다.

## 과학적 근거
산모의 혈액에서 분리한 태아 DNA를 친부로 추정되는 남성의 DNA와 비교 분석하여 생물학적인 친자 관계를 확인한다.
SNV (Single Nucleotide Variant) 라고 불리는 200개 이상의 유전 마커와 50%의 일치율이 확인되고 친권계수 99.9% 이상의 수치가 얻어진다면 해당 남성을 태아의 생물학적 부친으로 정의한다. 태아 DNA는 부모로부터 각각 절반씩 물려받기 때문에 나머지 50%는 모친 유래의 DNA이다.
복수의 SNV에서 태아와 남성의 불일치 패턴이 존재할 경우, 친권 계수는 0 으로 계산되며, 생물학적인 친자관계는 부정된다.

## 검사 신청 및 비용.기간
장점:검사의 난이도가 낮아서 대부분의 검사기관에서 정확도가 높은 결과를 받아볼 수 있다.
국내에서의 검사는 현행법상 어렵지만, 개인이 해외 기관에 직접 의뢰하여 검사를 진행한다면 법에 저촉되지 않고 태아의 친부 확인이 가능하다.
- 비용 : 100만원 ~ (110,000 JPY, 1500 USD ~, 900 GBP ~)
- 검사 기간 : 4~8 영업일
- 검사 절차 : 검사 비용은 엔화/달러/파운드 등, 직접 해외의 검사 기관에 카드 결제 또는 국제송금해야 하며 검체도 국제 우편으로 직접 의뢰인이 발송해야 한다.
- 결과 보고 : 영어/일본어 보고서가 이메일로 도착.

검사에 소요되는 시간은 공휴일이 많은 해외의 영업일 기준이기 때문에 연말연시, 골든 위크 등이 겹쳐지면 2주까지 소요되는 경우도 있다.
일본의 경우, 국내에서 손쉽게 검사 신청할 수 있도록 지점을 운영하고 있는 전문 유전자 검사 기관이 있다.

## 마무리
국제적으로 통일된 검사법과 기준이 없기 때문에 미국과 캐나다, 일본에서는 검사 정확도가 낮은 사기 업체에 의한 피해가 발생하였다. 국내에서도 전문 지식이 없는 일반인이 해외의 사기 업체에 중개하는 브로커에게 고액의 검사 비용을 지불하고 피해를 당한 사례가 있다고 한다. 해당 동영상에서 언급된 몰래 검사를 해주는 국내 업체는 확인되지 않았지만, 해외에 직접 검사를 의뢰하려 한다면 신뢰할 수 있는 국제인증 기관인지 확인이 필요하다.

## 같이 보기
- 친자검사

1. ↑  “National Library of Medicine-Non-invasive prenatal testing: a review of international implementation and challenges”.
2. ↑  “Google Patents-natera”.
3. ↑  “WIPO - METHODS FOR NON-INVASIVE PRENATAL PATERNITY TESTING”.
4. ↑  “American Pregnancy-Non-Invasive Prenatal Paternity Test (NIPP)”.
5. ↑  “Nature-Early noninvasive prenatal paternity testing by targeted fetal DNA analysis”.
6. ↑  “Life Sciences Review-seeDNA Empowering Families through DNA Insights”.
7. ↑  “National Library of Medicine-Noninvasive prenatal paternity testing by means of SNP‐based targeted sequencing”.
8. ↑  “seeDNA”.
9. ↑  “Buzz Feed News-Pregnant Women Have Received False Results From This DNA Paternity Test”.
10. ↑  “Youtube-가정 파탄을 부르는 친자 확인, 태아 친자 확인까지?! 한국인의 뜨거운 네모 3회”.